# Kawkazskaja
Kawkazskaja (ros. Кавказская) – stanica w Rosji, w Kraju Krasnodarskim, w rejonie kawkazskim. W 2010 liczyła 11 164 mieszkańców.